# 第二次世界大战博物馆

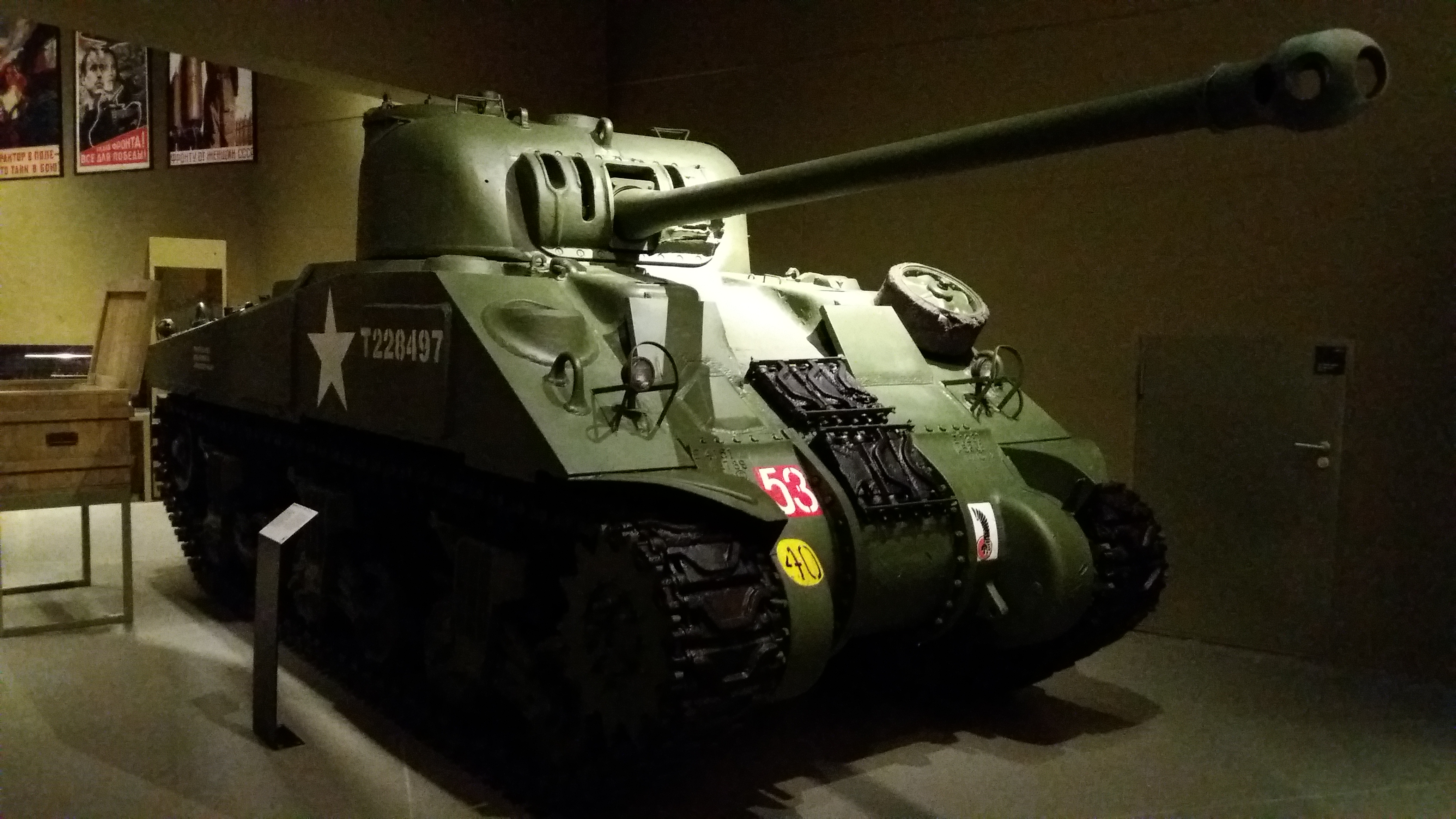

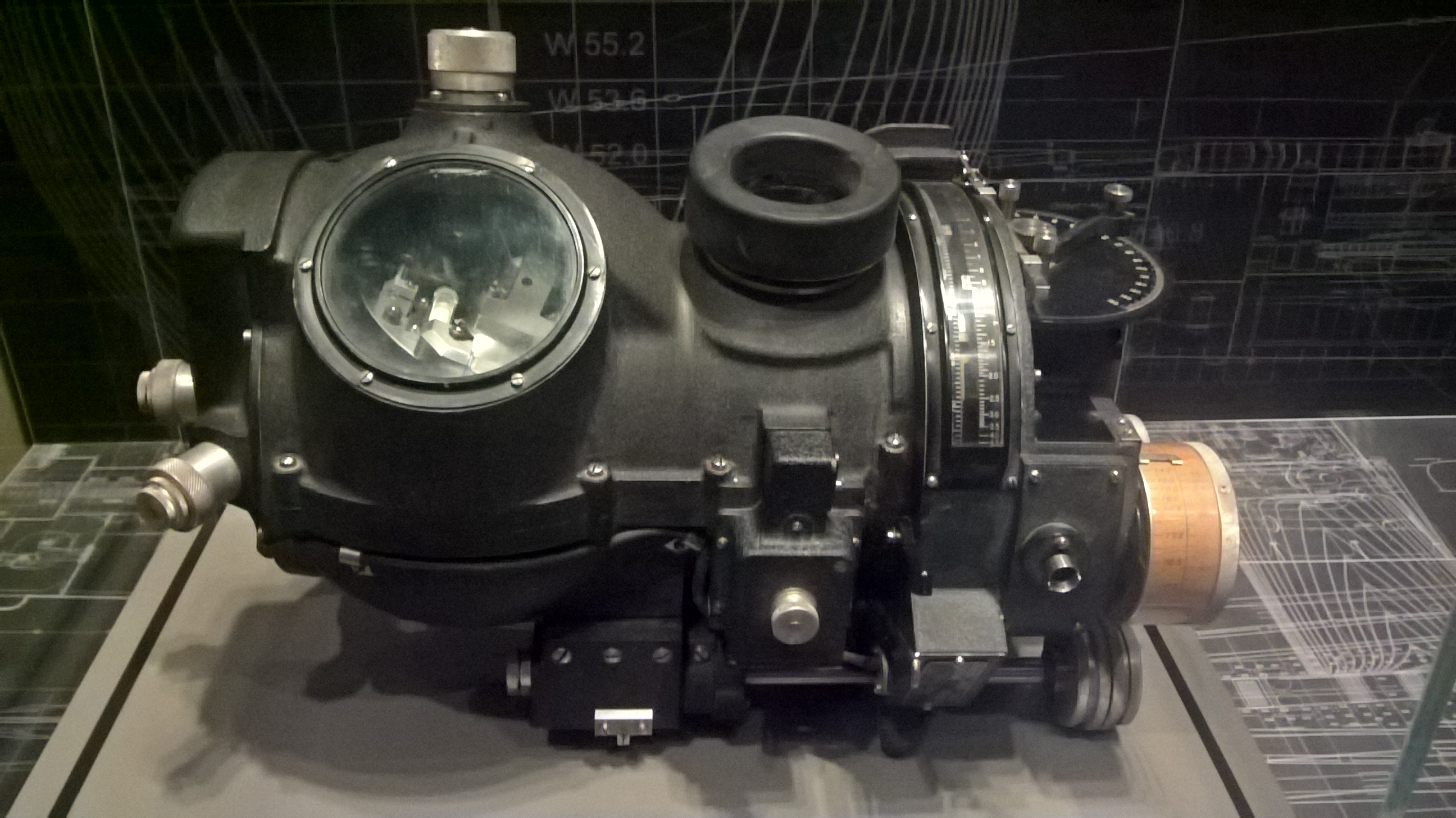

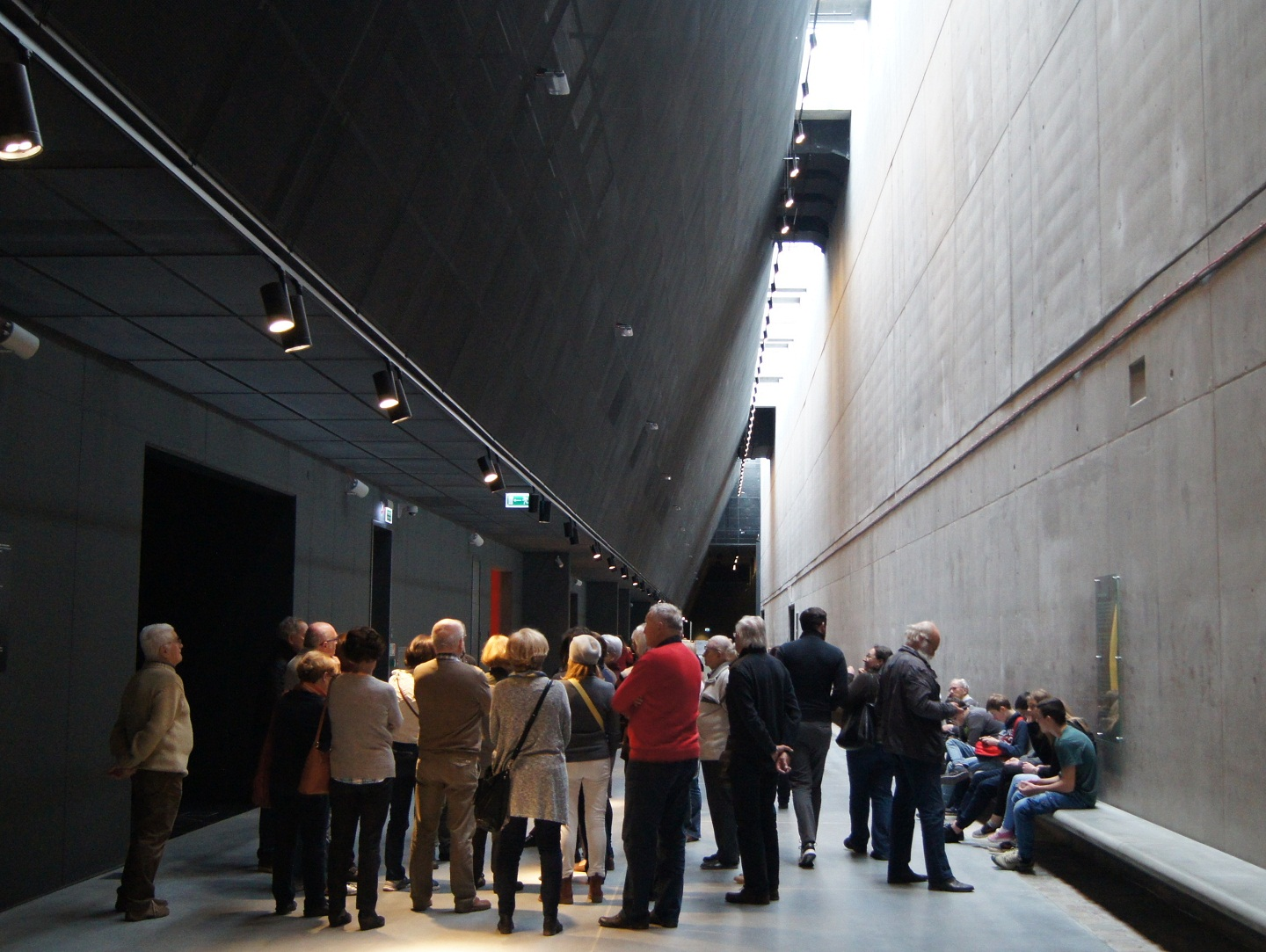

第二次世界大战博物馆（波蘭語：Muzeum II Wojny Światowej）是波兰格但斯克的一座历史博物馆，成立于2008年，主题为第二次世界大战。其展品于2017年开放。2017年至2021年由卡罗尔·纳夫罗茨基担任馆长。
“Kwadrat”建筑团队赢得了格但斯克第二次世界大战博物馆建筑比赛。

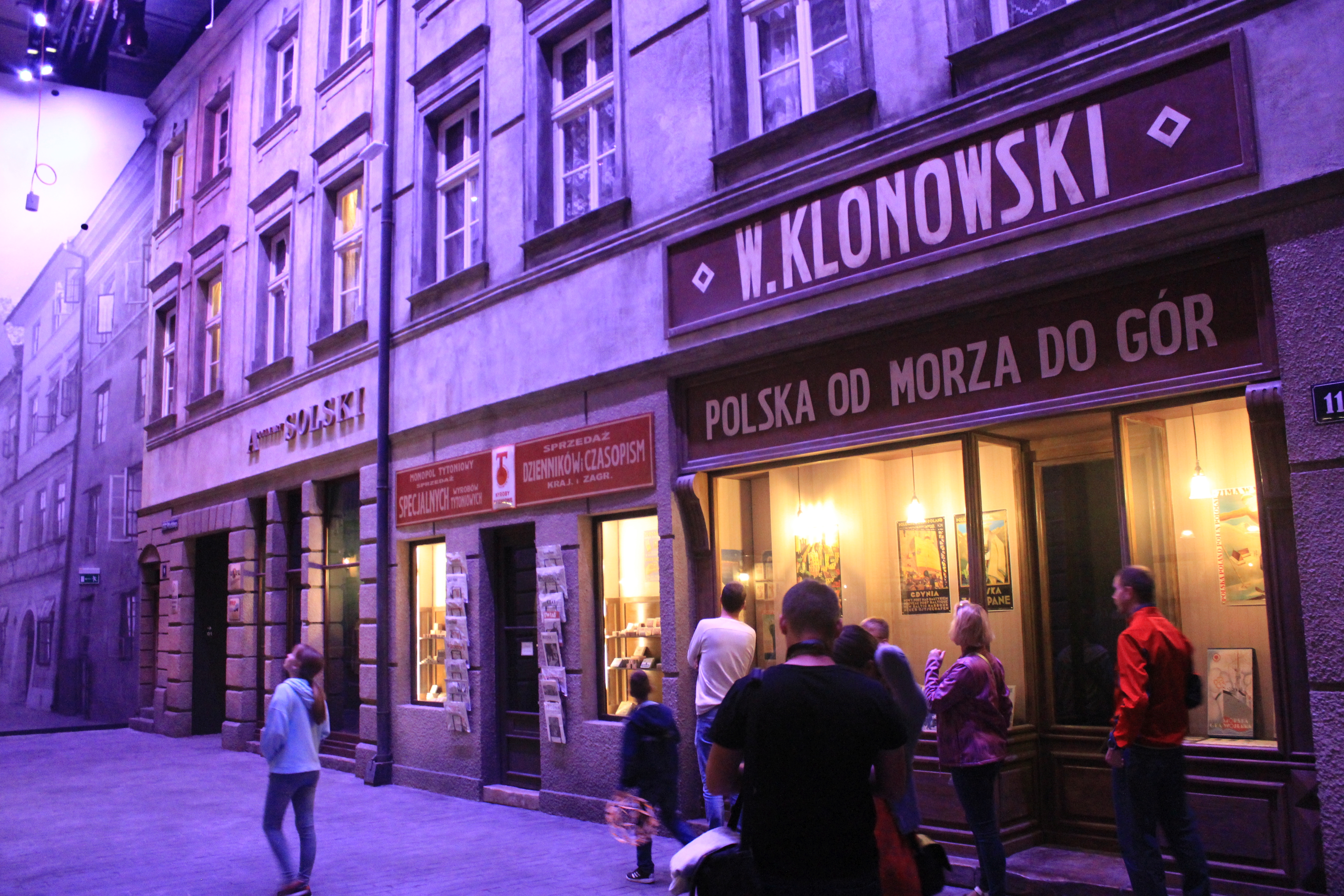
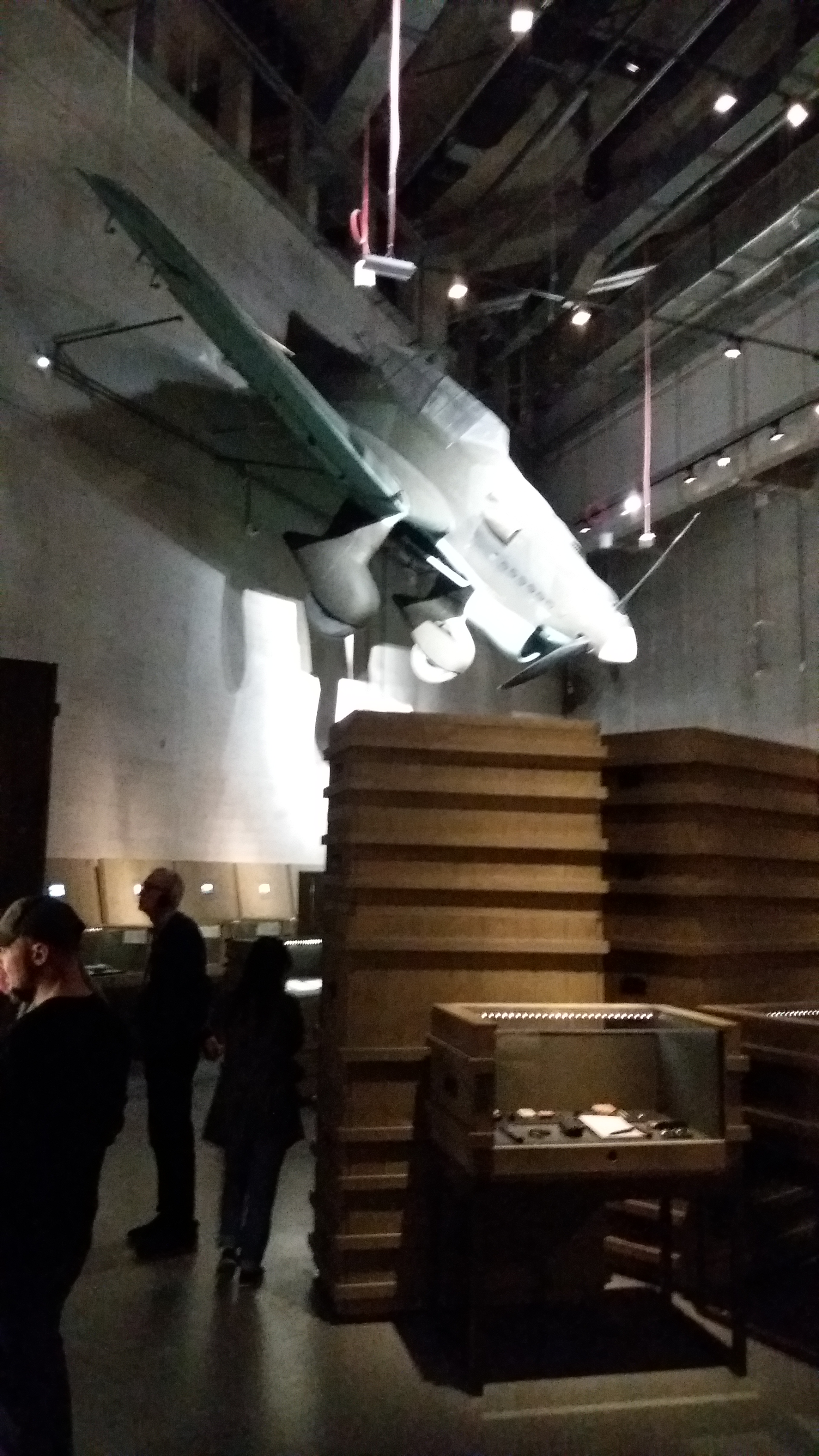
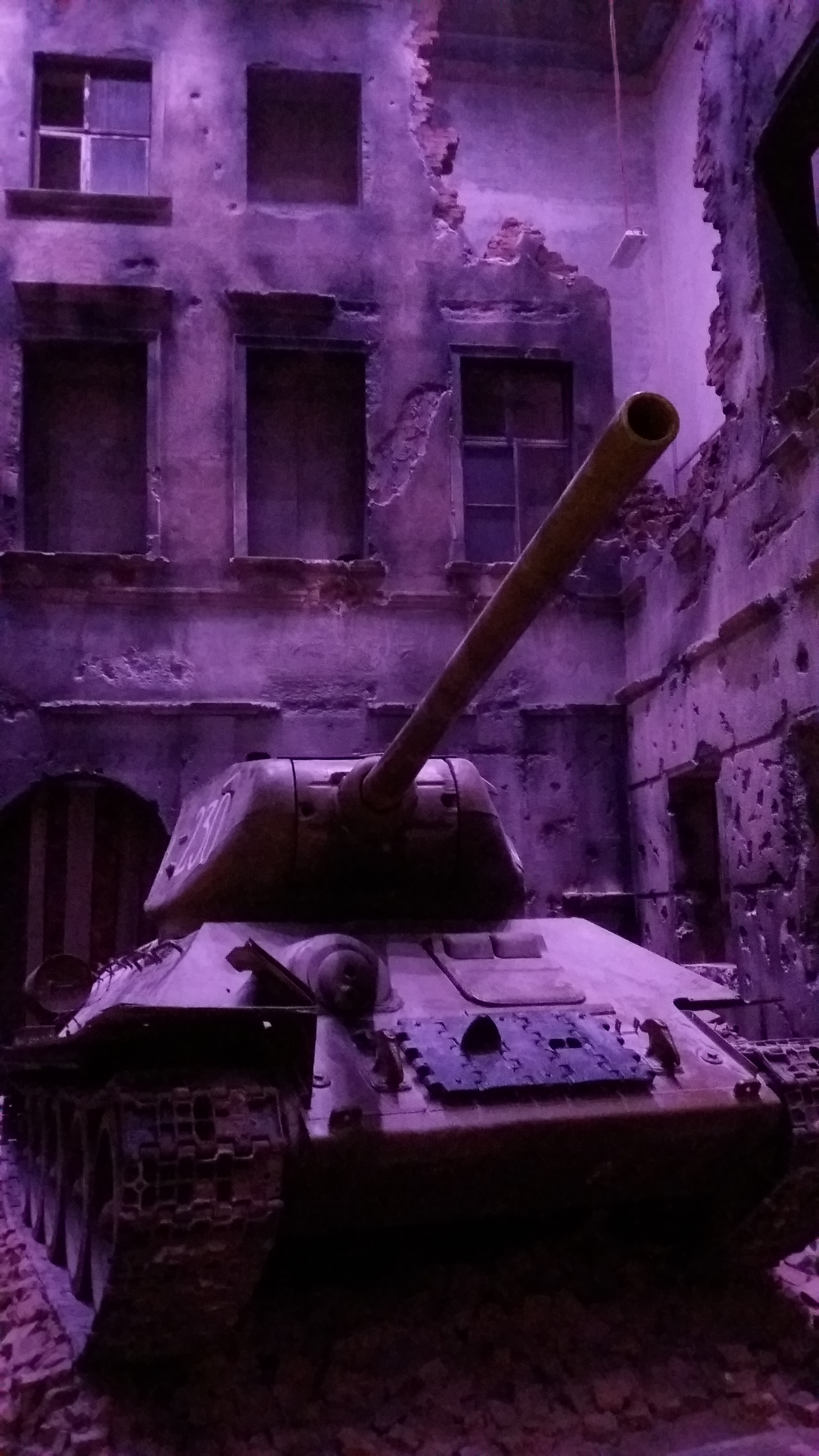
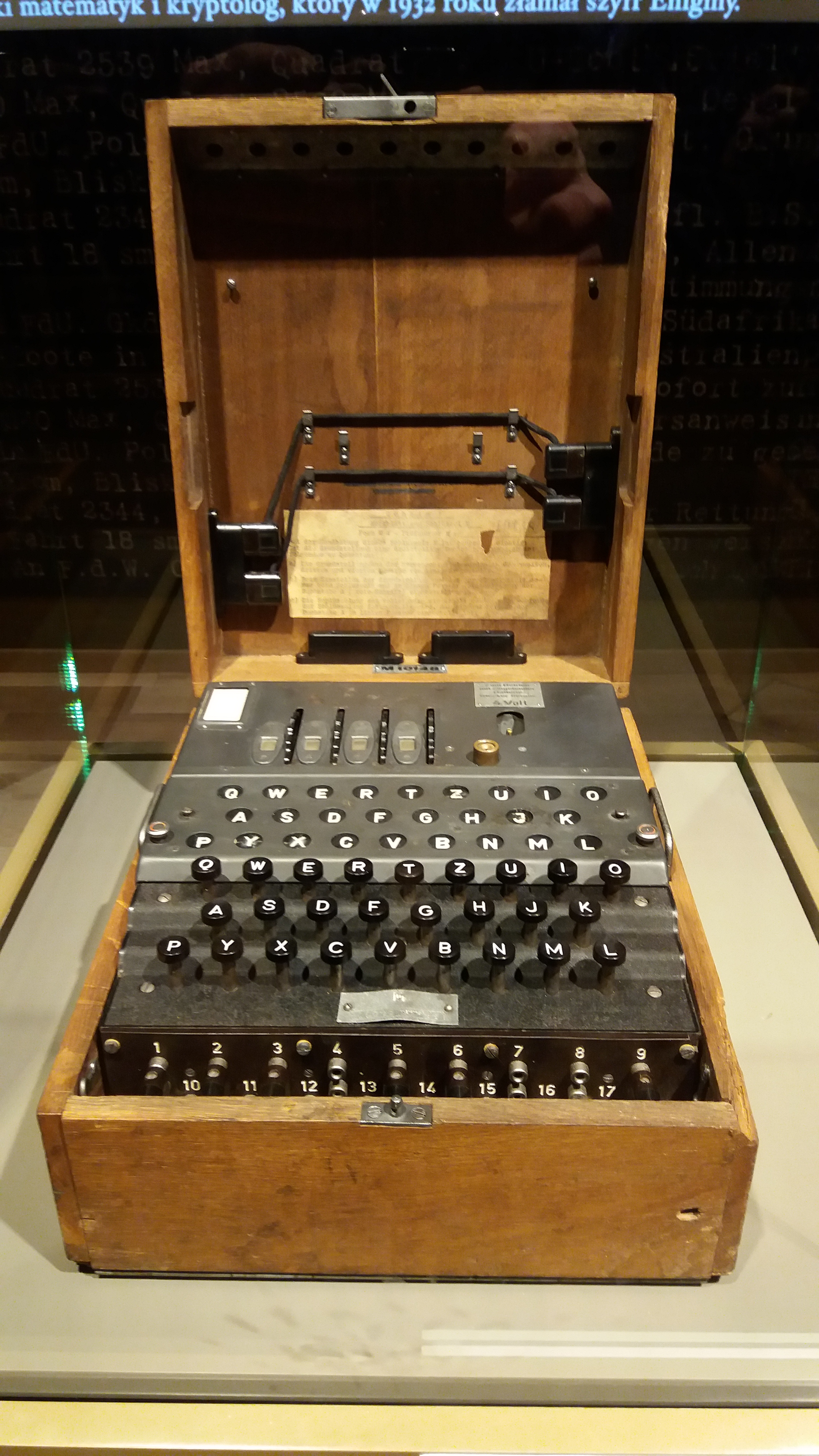
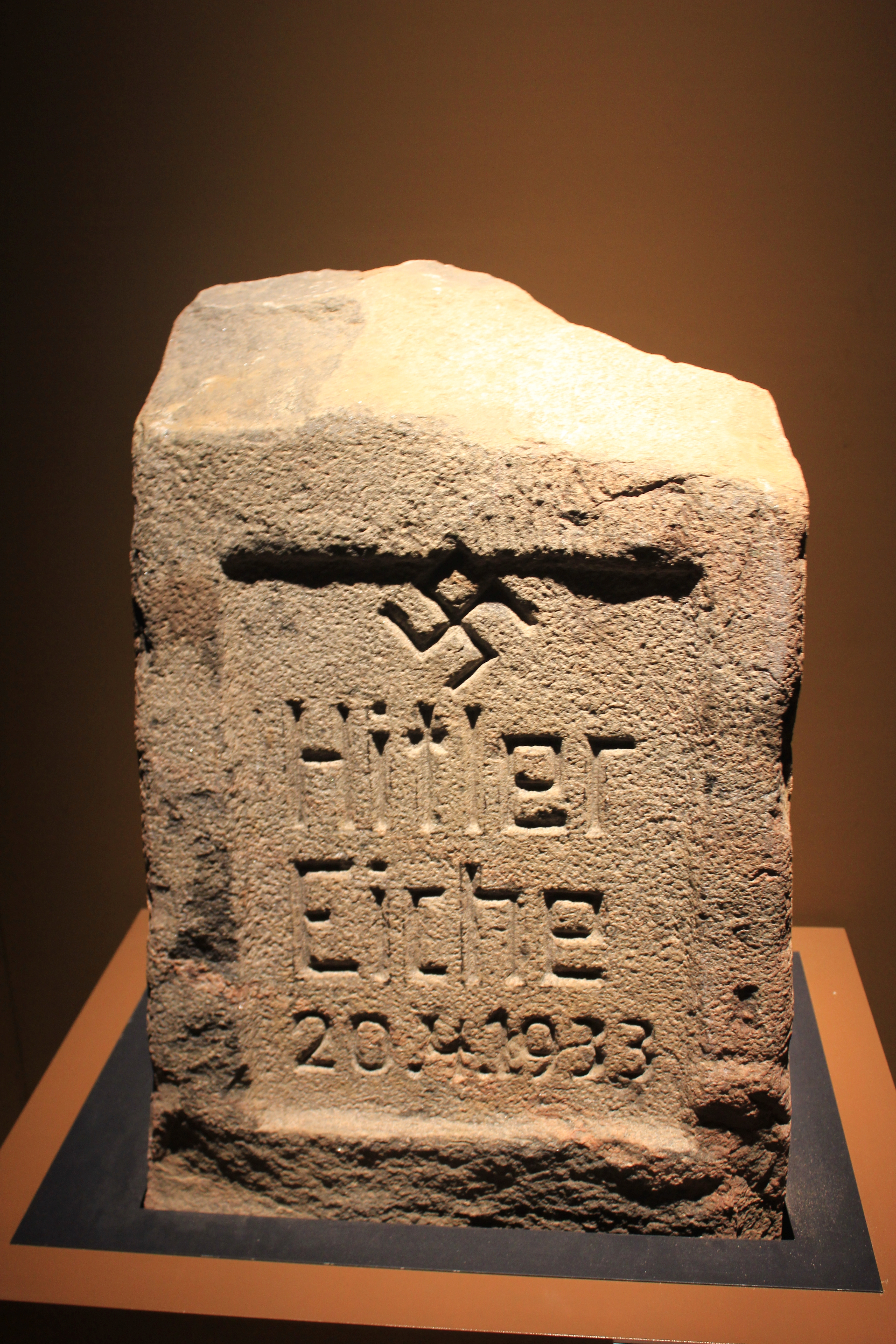
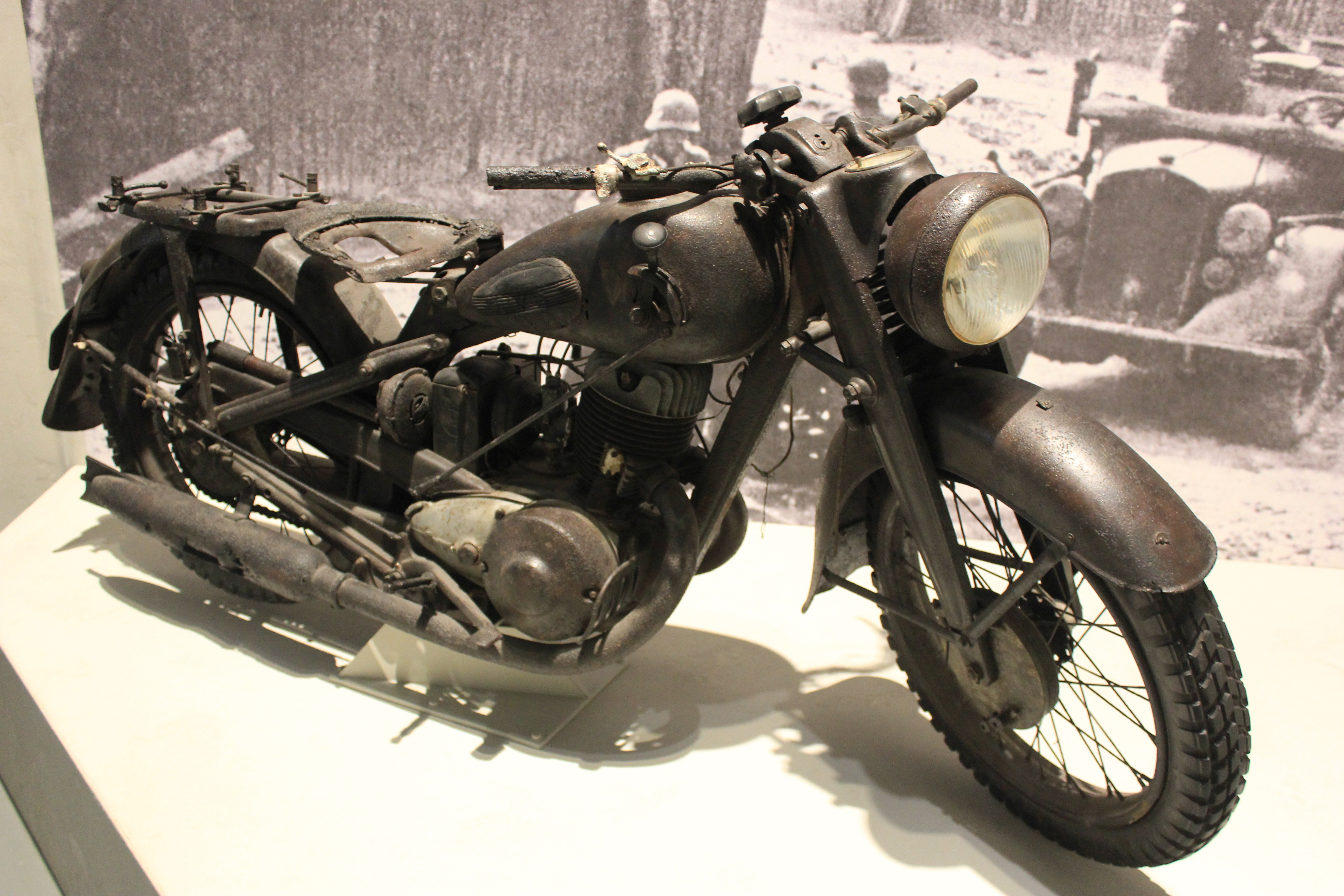
DKW motorcycle
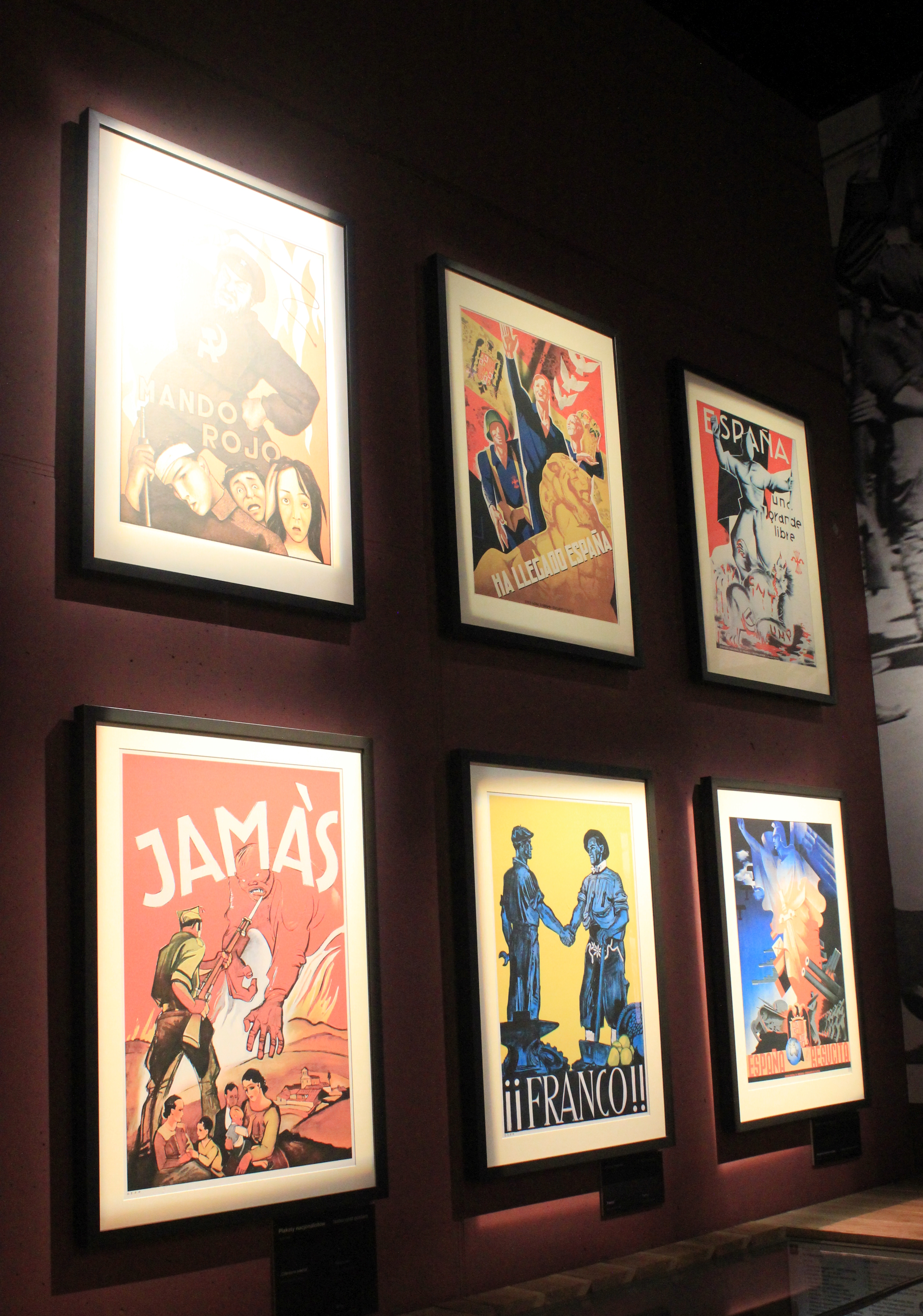
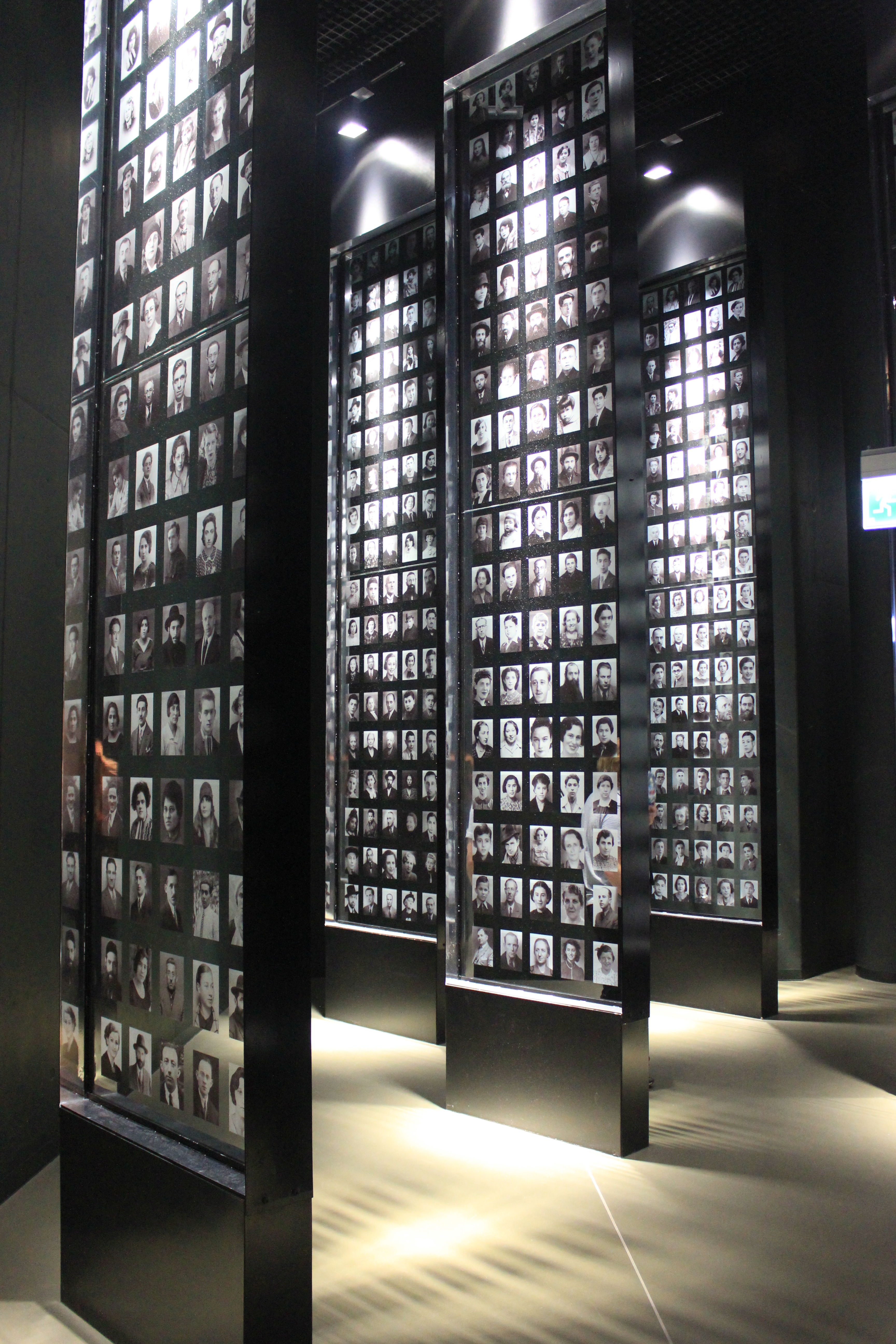
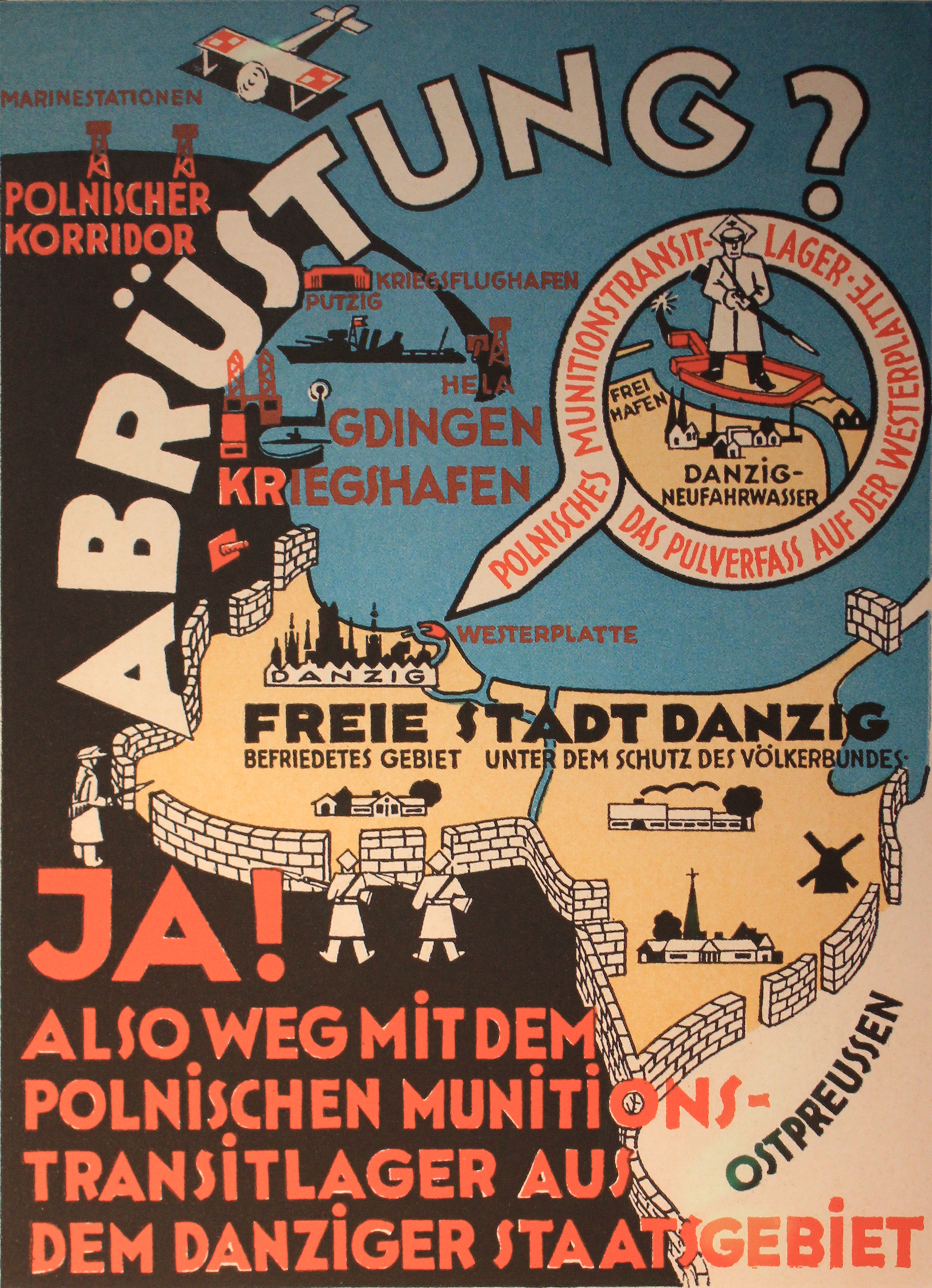
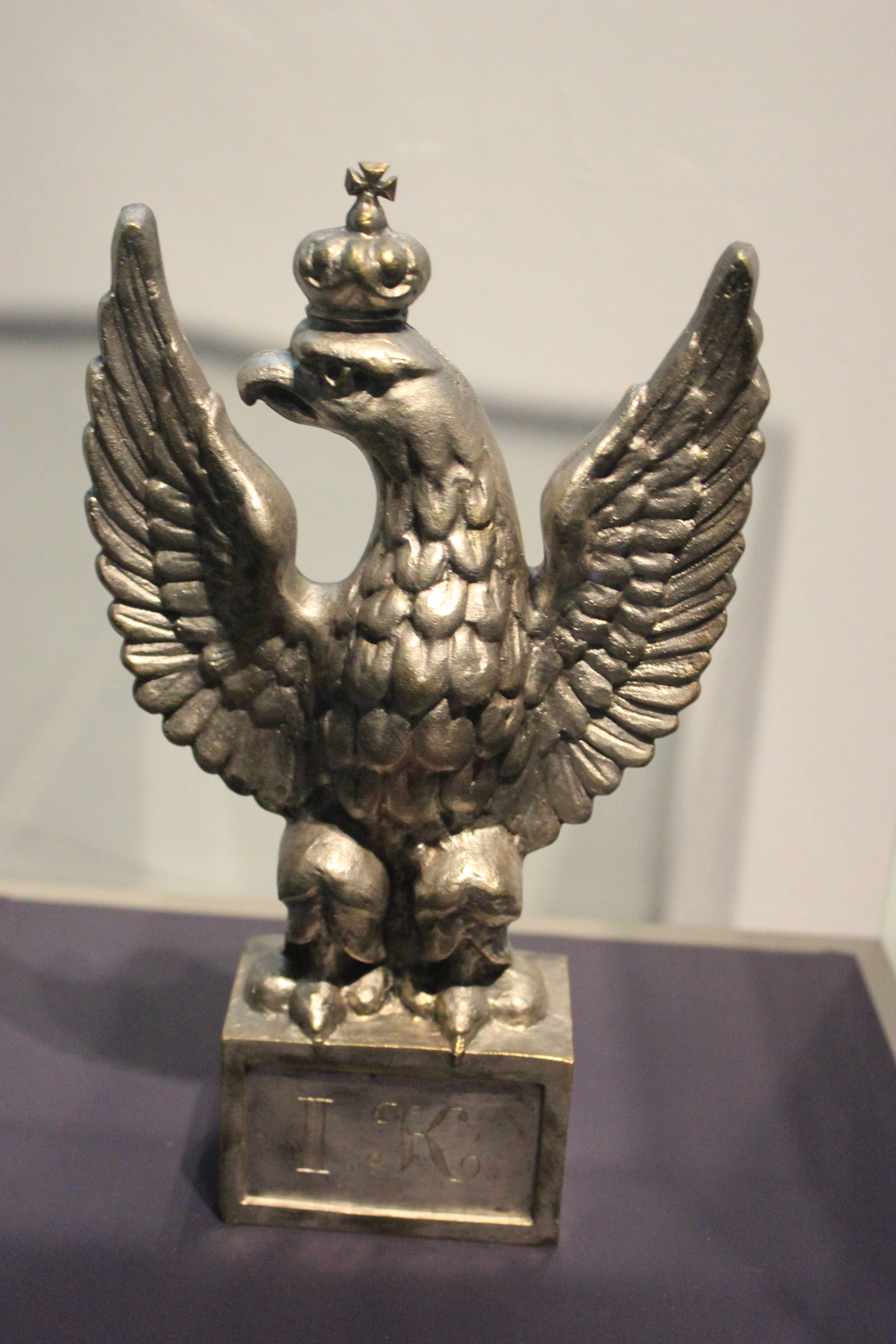
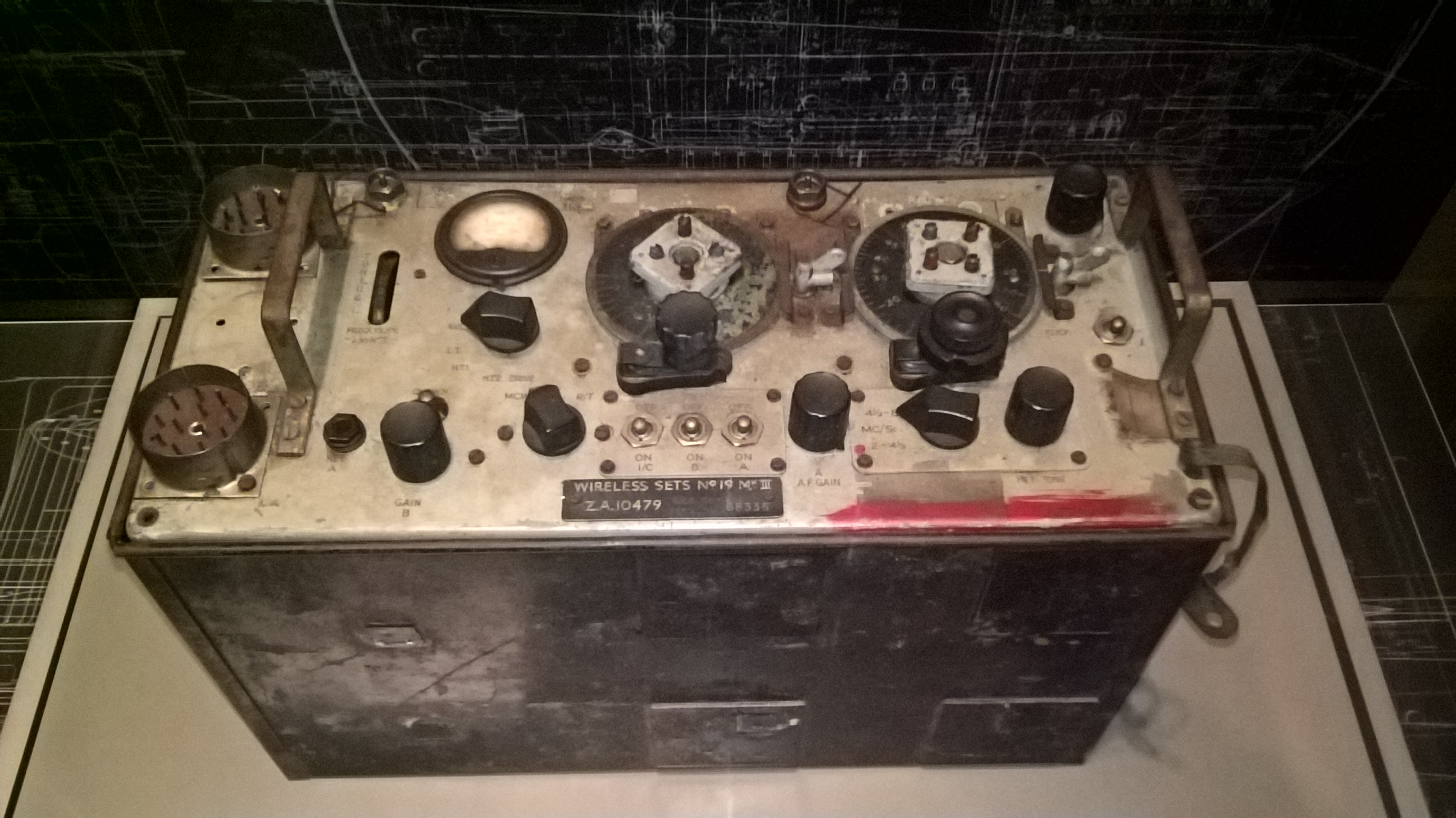
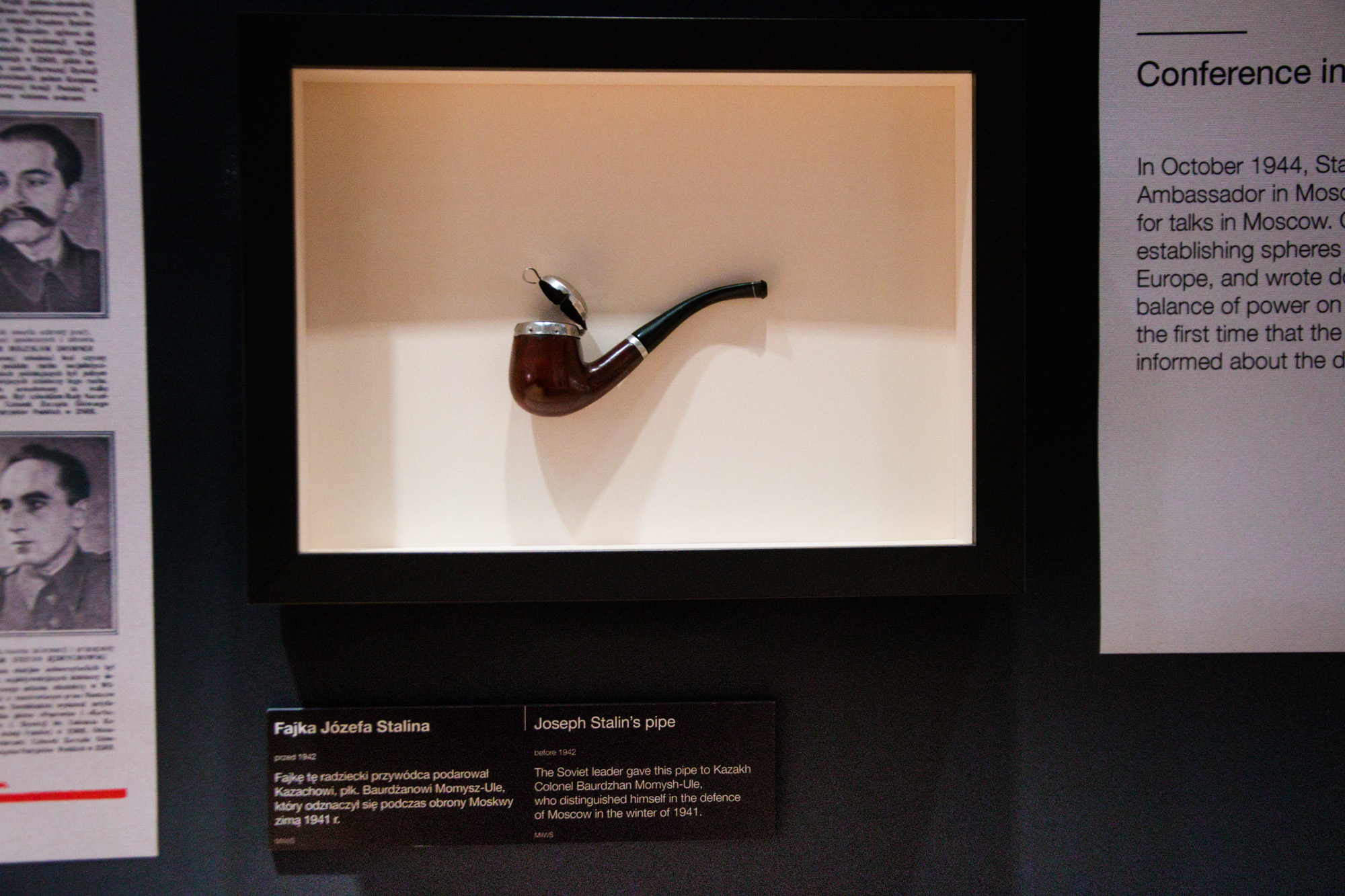
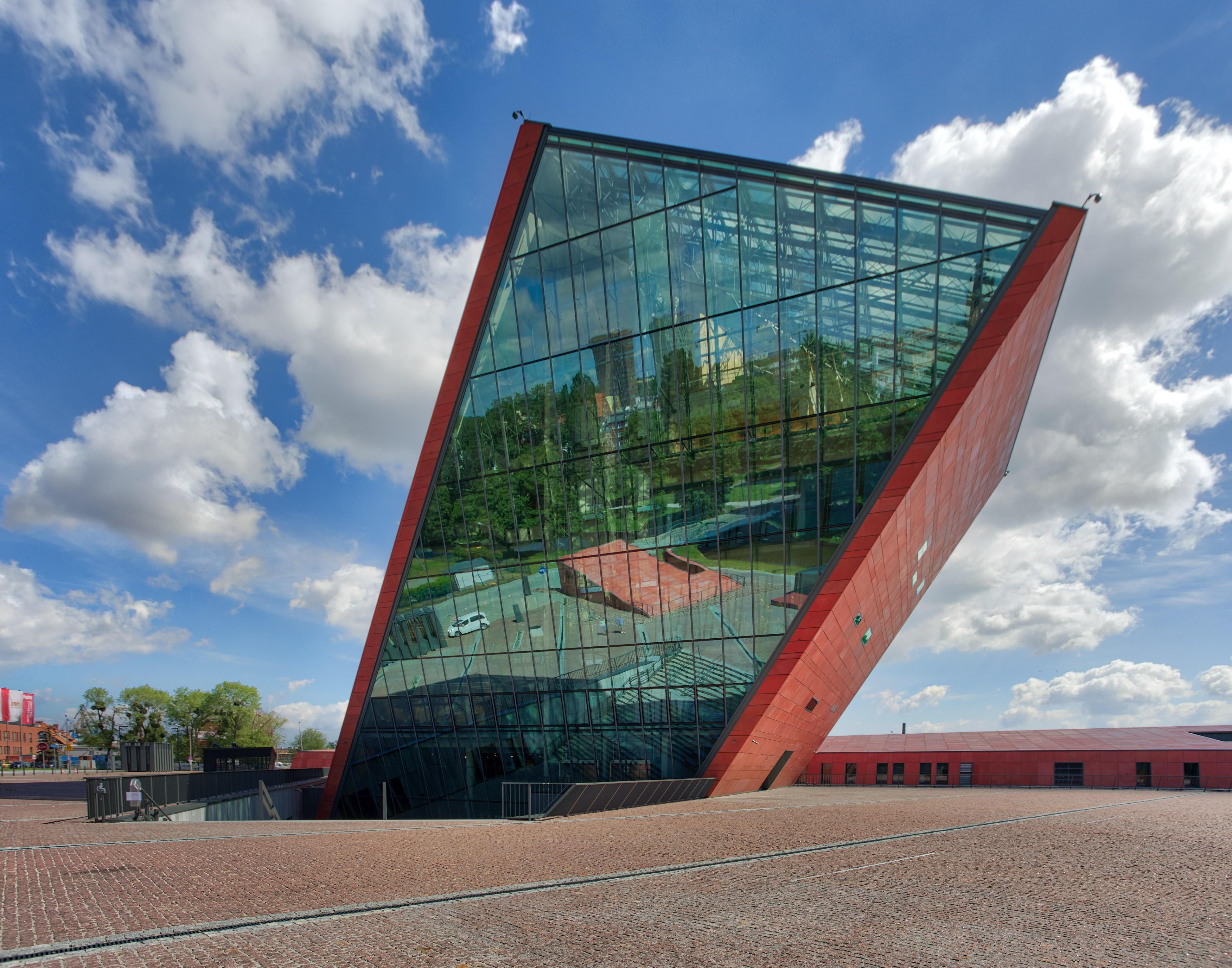